# Matthäus Hetzenauer
Matthäus Hetzenauer (Brixen im Thale, 23 dicembre 1924 – 3 ottobre 2004) è stato un militare tedesco, e cecchino che combatté nella seconda guerra mondiale. In dieci mesi di combattimento sul Fronte orientale uccise 345 tra soldati e ufficiali dell'Armata Rossa e altri eserciti degli Alleati.

## Biografia
Nacque il 23 dicembre 1924 nel villaggio del tirolo austriaco di Brixen im Thale, figlio di Simon e Magdalena Hetzenauer, all'interno di una famiglia di contadini originari nella regione di Kitzbühel, tutti appassionati cacciatori. 
In questo contesto fu arruolato nella Wehrmacht nel settembre 1942, all'età di 17 anni, inquadrato nel 140º Battaglione complementi dei Gebirgsjäger con sede a Kufstein. Rimase nella città per i successivi due anni, e tra il 27 marzo e il 1 luglio 1943 completò la formazione come Granatwerfer-Schütze dei Gebirgsjäger addestrandosi sui Monti del Kaiser. Completò poi l'addestramento presso la scuola Gebirgsjäger a Mittenwald, la scuola Hochgebirgsjäger nello Stubaital e presso la scuola sottufficiali Gebirgsjäger dell'esercito a Wörgl. Tra il marzo e il luglio 1944 si addestrò ad operare come cecchino presso la Truppenübungsplatz Seetaler-Alpe di Steiermark, prima di essere assegnato come gefreiter presso la 7./Gebirgsjäger-Regiment 144 della 3. Gebirgs-Division. Utilizzando sia una variante da cecchino del Mauser Karabiner 98k con mirino telescopico Zeiss Zielsech 6× (ZF 42)  che un Walther Gewehr 43 con mirino telescopico ZF4 4x, entrò in azione contro le truppe dell'Armata Rossa operanti nei Carpazi, in Ungheria e in Slovacchia.
Il 6 novembre 1944 subì un trauma cranico causato dal fuoco dell'artiglieria e tre giorni dopo gli fu conferito il distintivo per feriti. Visti gli eccezionali risultati da lui ottenuti, il Generalleutnant Paul Klatt, comandante della divisione, lo raccomandò per la concessione della Croce di Cavaliere della Croce di Ferro che gli fu conferita il 17 aprile 1945. Tale raccomandazione era stata approvata sia dal General der Gebirgstruppe Karl von Le Suire che dal General der Panzertruppe Walther Nehring. 
Catturato come prigioniero di guerra dalle truppe sovietiche il mese successivo, rimase in un campo di prigionia fino al 10 gennaio 1950, quando fu rilasciato. 
Si spense il 3 ottobre 2004, mentre sua moglie Maria Sonnleithof morì nel 2006.

### Annotazioni
1. ↑  La coppia aveva altri due figli maschi e una femmina.
2. ↑  Di religione cattolica venne battezzato la vigilia di Natale nella chiesa medioevale del villaggio.

### Fonti
1. ↑  Kaltenegger 2017, p. 3.
2. ↑  Kaltenegger 2017, pp. 17-21.
3. 1 2 3 4  Thomas, Wegmann 1994, p. 305.
4. ↑  Kaltenegger 2017, pp. 22-25.
5. 1 2 3  Scherzer 2007, p. 388.
6. ↑  Thomas, Wegmann 1994, p. 306.
7. ↑  Gravestone.
8. 1 2 3 4  Thomas, Wegmann 1998, p. 304.